# 大谷鄉 (登博維察縣)
44°48′N 25°15′E / 44.800°N 25.250°E
大谷鄉（羅馬尼亞語：Comuna Valea Mare, Dâmbovița），是羅馬尼亞的鄉份，位於該國南部，由登博維察縣負責管轄，面積33平方公里，海拔高度271米，2007年人口2,335，人口密度每平方公里72人。